# Globe Theatre

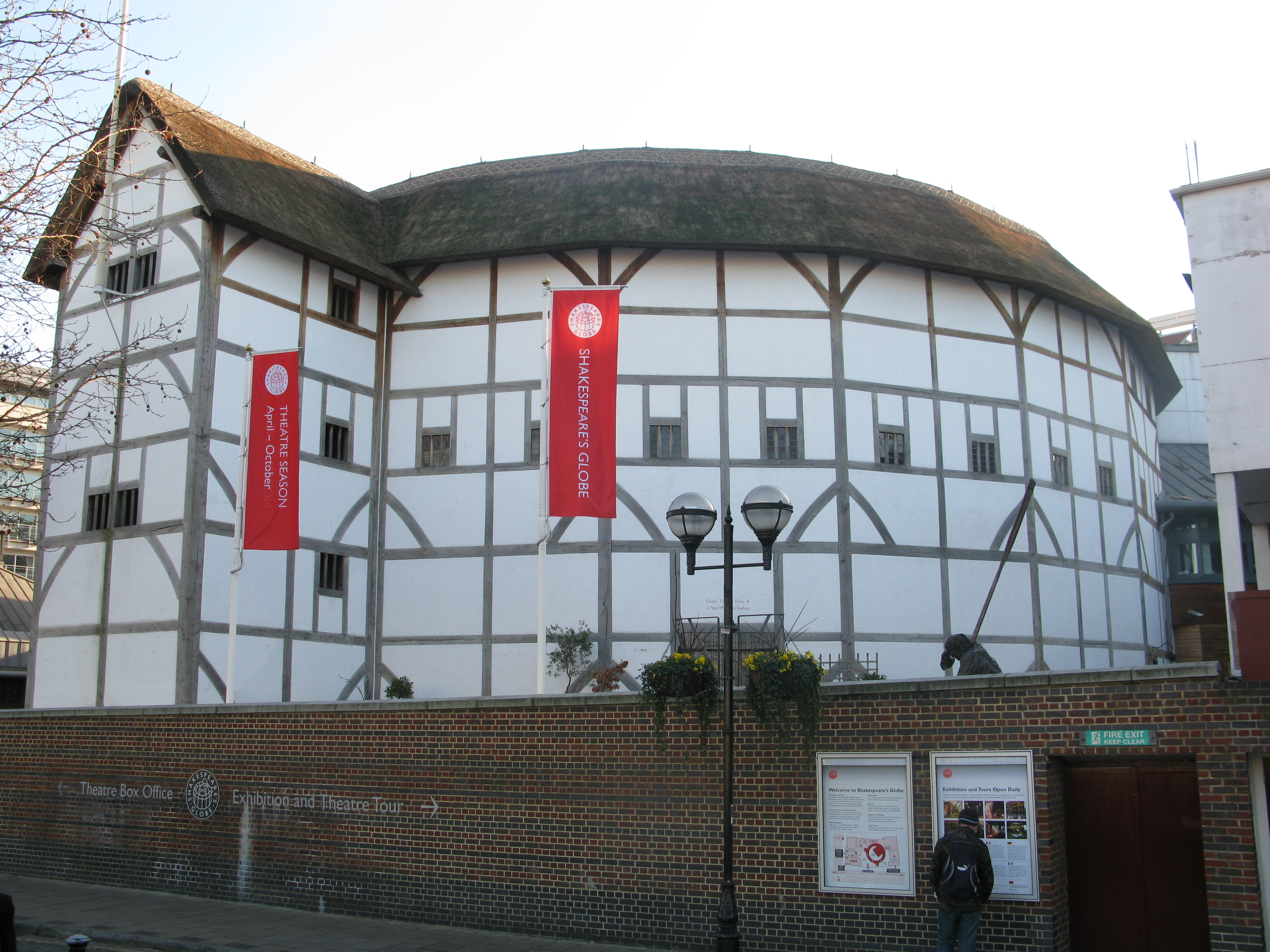
London, Shakespeare’s Globe (Rekonstruktion des Globe Theatre)

Globe Theatre ist der Name eines elisabethanischen Theatergebäudes am Südufer der Themse in London, welches vor allem durch Aufführungen von William Shakespeares Werken einen bedeutenden Platz in der Theatergeschichte einnimmt. Es wurde 1599 erbaut und im 20. Jahrhundert nahe der alten Stelle rekonstruiert. Auch mehrere moderne Nachbauten dieses Theaters in London und an anderen Orten tragen den Namen Globe („Welt“).

## Ursprüngliches Globe-Theater (1599–1613)

### Entstehungsgeschichte
Das Globe-Theater wurde 1599 in Bankside, einem Londoner Stadtteil am rechten Themseufer, erbaut. Hier, außerhalb der Innenstadt, war das anerkannte Vergnügungszentrum, und hier gab es neben dem Globe noch weitere Stätten der Unterhaltung, wie die Theater The Swan, The Rose, The Fortune und The Hope sowie eine Arena für das sehr beliebte Bear Baiting, bei dem ein angeketteter Bär gegen Hunde und menschliche Gegner kämpfen musste.
Das Globe wurde von der Schauspieltruppe The Lord Chamberlain’s Men (später umbenannt in The King’s Men) erbaut, zu der auch William Shakespeare gehörte. Eigentümer war eine Anteilsgemeinschaft. Sie bestand aus den Brüdern Richard und Cuthbert Burbage (mit einem Anteil von je 25 Prozent), William Shakespeare, John Heminges, Augustine Philips und Thomas Pope (zu je 12,5 Prozent). Bis 1597 hatte ihnen das von Richards und Cuthberts Vater James Burbage erbaute The Theatre auf der linken Themseseite gehört, aber der Pachtvertrag über das Grundstück lief aus, und die Gruppe beschloss, auf der anderen Seite des Flusses, in Bankside, ein modernes neues Theater zu erbauen. Hierzu wurden auch Materialien des abgetragenen The Theatre genutzt.
Shakespeare war der Hausdichter dieses Unternehmens, und dort wurden in den Folgejahren alle seine Stücke aufgeführt, und natürlich auch die vieler anderer Theaterdichter. Es war das wohl erfolgreichste Theater seiner Zeit, und die Stücke wurden mit viel Pomp, mit prächtigen Kostümen, Musik, aber nach dem Geschmack der Elisabethaner mit nur wenigen Kulissen oder Requisiten aufgeführt.
Das Globe wurde am 29. Juni 1613 durch ein Feuer vernichtet, das während einer Aufführung des Stücks Heinrich VIII. ausbrach, als eine Kanone abgefeuert wurde und das strohgedeckte Dach in Brand setzte. Sehr aufwändige Aufführungen voller realistischer Zutaten waren damals durchaus die Regel. Das Theater wurde aber schon bald wieder aufgebaut, diesmal mit Ziegeldach, und im Juli des folgenden Jahres eröffnet.
Im Jahr 1642 schloss die puritanische Regierung alle Vergnügungsstätten und somit auch die Theater. Das Globe stand leer und wurde 1644 abgerissen. An seiner Stelle baute man Mietshäuser, und der ursprüngliche Standort dieses bedeutenden Theaters wurde vergessen, bis 1989 im Rahmen von Bauarbeiten Reste des Fundaments wiederentdeckt wurden.

### Aufbau des Globe-Theaters
Die genaue Form und Größe des Globe ist auch heute noch nicht in letzten Einzelheiten bekannt, aber die wesentlichen Fakten sind wohl unstrittig. Es handelte sich um einen runden oder achteckigen Fachwerkbau mit einem nicht überdachten Innenhof, drei Stockwerke hoch und 30 Meter im Durchmesser. Es bot Platz für mehr als 3000 Menschen. In einem Stück von Shakespeare, Heinrich V., wird es als hölzernes O (wooden O) beschrieben und auf einer zeitgenössischen Darstellung der Stadt London ist es als rundes Gebäude dargestellt.
Die Zuschauer verteilten sich auf mehrere Räume. Die billigsten Plätze waren im Innenhof zu finden (Pit oder the yard genannt), der sich vor der großen Bühne ausbreitet. Hier gab es nur Stehplätze und die stehenden Besucher (the groundlings) mussten dafür einen Penny zahlen, was ungefähr dem Preis für ein kleines Brot entsprach. Im Hof drängten sie sich auf Nussschalen, die den Boden bedeckten, und waren unter freiem Himmel Wind und Regen ausgesetzt. (Die Nussschalen könnten aber auch bewusst als festigendes Element des Bodens verwandt worden sein. In Kombination mit Asche und Erde lieferten sie eine harte Bodenoberfläche, die im Falle des zu Anfang der 1990er Jahre ausgegrabenen Rose Theater von den Archäologen nur mit der Spitzhacke aufgebrochen werden konnte.)
In den umlaufenden Galerien gab es überdachte Sitzplätze, die je nach Stockwerk einen Penny mehr kosteten. Auch für Sitzkissen musste gesondert gezahlt werden. Der beste Platz lag unmittelbar neben oder hinter der Bühne. Hohe Herrschaften reservierten sich diese Logen (wenn sie nicht im Stück gebraucht wurden), um so besonders nahe am Schauspiel zu sein und natürlich um von allen anderen Besuchern gesehen zu werden.
Im Innenhof gab es etwas mehr als 1000 Stehplätze, während die dreistöckigen Galerien Raum für knapp 2000 Zuschauer boten.
Das Besondere und zudem der größte Unterschied zu den heutigen Theatern besteht, abgesehen von der ungewöhnlichen Bauform, wohl in der großen Nähe zwischen Zuschauern und Schauspielern. Kein Platz war mehr als 20 Meter von der Bühne entfernt und stand man im Innenhof, so waren die Schauspieler wortwörtlich zum Greifen nahe.
Die rechteckige Bühne ragte in den Zuschauerraum hinein (Apron Stage). Sie war etwa 15 Meter breit und 9 Meter tief. Im Gegensatz zum Innenhof war sie überdacht. Dieses Dach diente nicht nur dem Schutz der Schauspieler vor dem unberechenbaren Londoner Wetter, sondern wurde auch als Teil der Schauspiele genutzt. Es war prächtig bemalt und hieß der Himmel (the heaven), von dort konnten Figuren des Stücks auf die Bühne fliegen (an Seilen herabgelassen werden) und dort gab es Raum für Requisiten.
Unter der Bühne befand sich ebenfalls ein Raum, Keller (cellarage) genannt. Requisiten konnten durch eine Falltür (trapdoor) von dort auf die Bühne gebracht werden, aber auch Schauspieler nutzten diesen Weg, um auf spektakuläre Weise auf der Bühne zu erscheinen, sozusagen aus der Hölle.
An der Bühnenrückseite befanden sich mehrere Zugänge. Zumindest der mittlere davon konnte durch einen Vorhang verschlossen und als Teil der Spielfläche benutzt werden, zum Beispiel für intime Szenen. Die Galerie im ersten Stock hinter der Bühne wurde ebenfalls für Aufführungen genutzt. Man konnte sie zum Beispiel als Balkon nutzen, wie in der berühmten Szene aus Romeo und Julia, hier konnte ein Redner auftreten oder auch ein Berg erklommen werden. Auf dem obersten Stockwerk mochten auch Musikanten sitzen, die – im elisabethanischen Theater üblich – die Stücke mit Musik bereicherten. In Einzelfällen wurden diese Plätze auch an gut zahlende Zuschauer vergeben.
Hinter der Bühne befanden sich die Ruheräume (tiring rooms oder tiring house, von englisch to retire – sich zurückziehen), die Räume, in denen sich die Schauspieler umkleiden oder zwischen ihren Auftritten entspannen konnten.

## LondonerShakespeare’s Globe(Wiederaufbau und Eröffnung 1997)

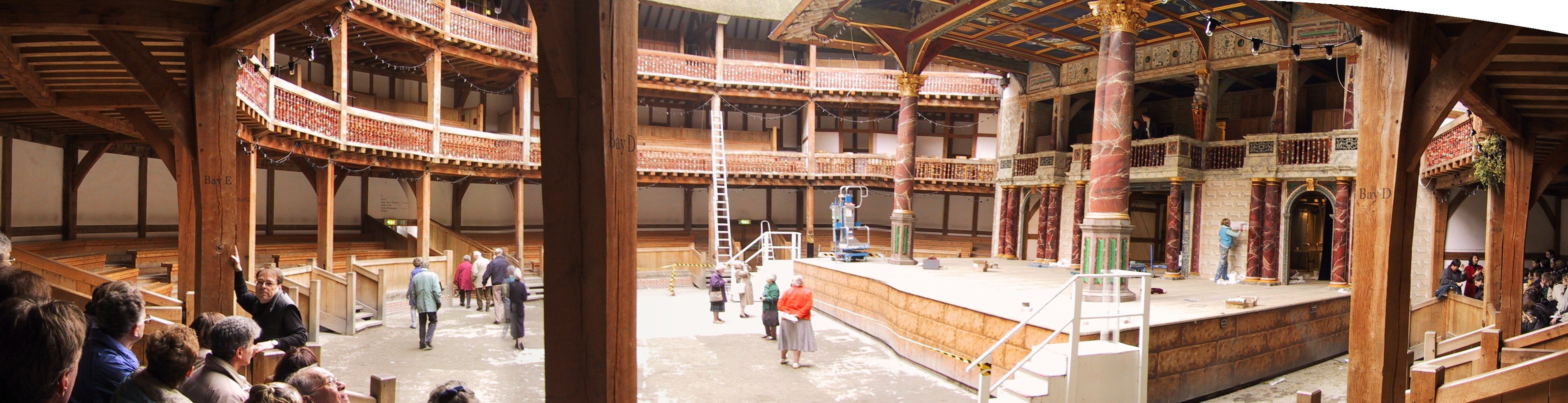
Panorama des Innenraums

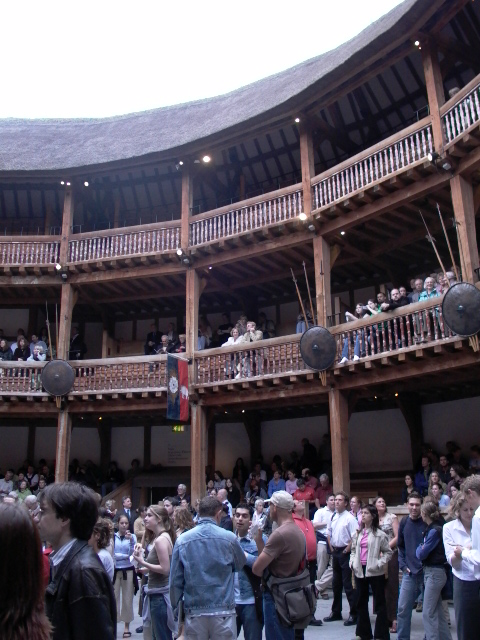
Innenraum

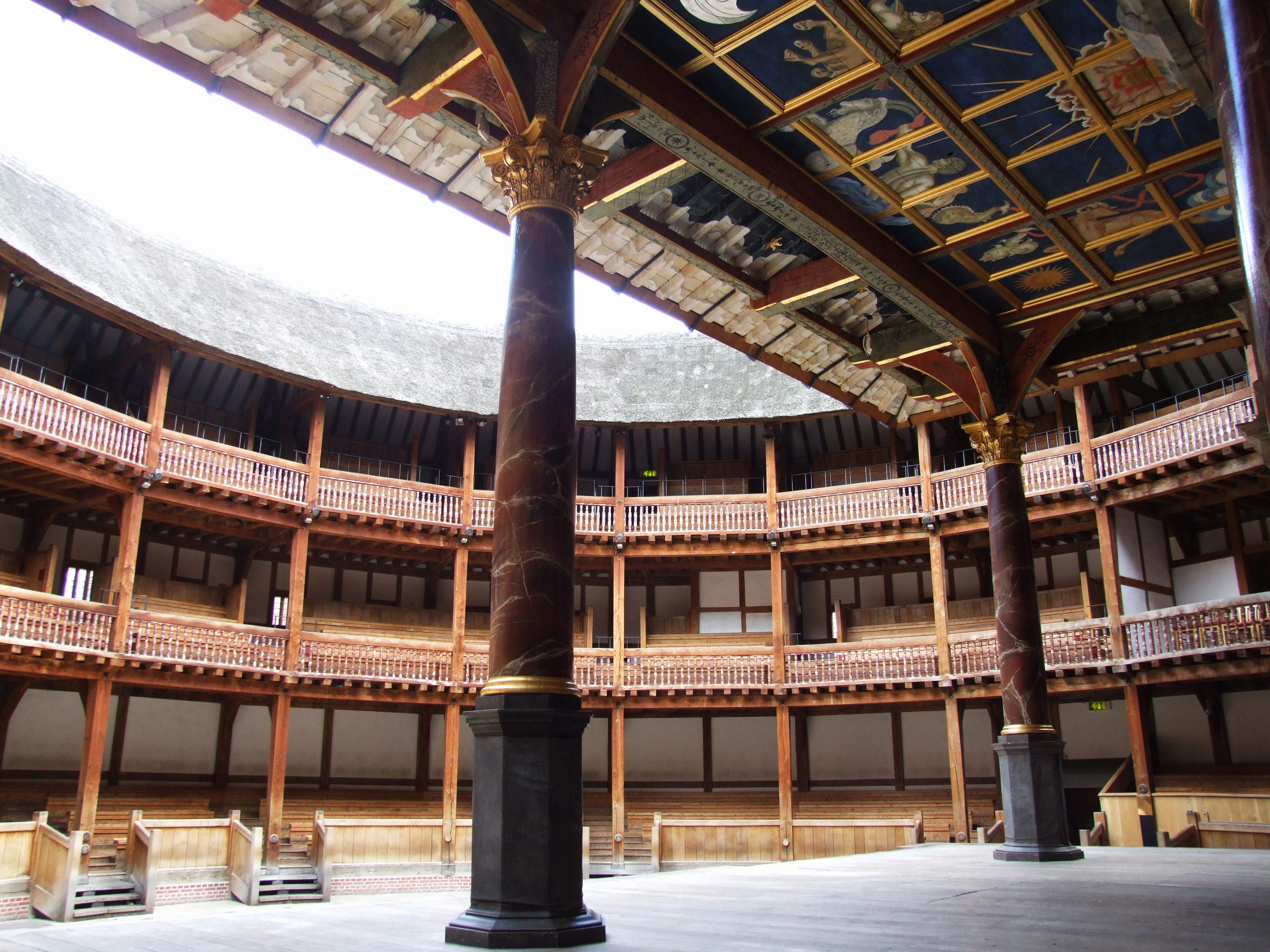
Innenraum und Bühne

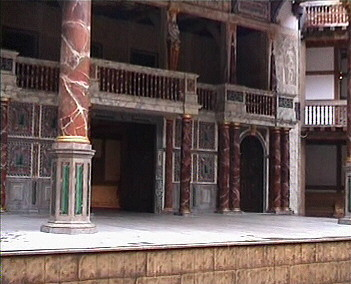
Blick auf die Bühne

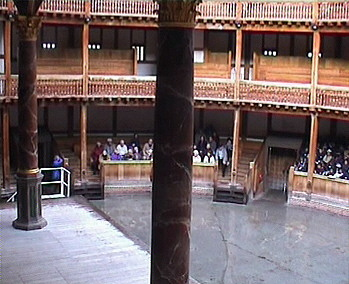
Innenhof und Zuschauerränge

Als der amerikanische Schauspieler Sam Wanamaker 1949 nach London kam, wollte er das berühmte Globe Theater besichtigen und musste zu seinem Entsetzen feststellen, dass es nicht nur verschwunden war, sondern dass auch niemand genau wusste, wo es gestanden hatte. Lediglich eine verschmutzte Bronzeplatte an der Mauer einer Brauerei erinnerte daran. So beschloss er, die Rekonstruktion des berühmtesten Theaters Englands – vielleicht sogar der Welt – zu seinem Lebenswerk zu machen. 1997 wurde Shakespeare’s Globe schließlich eröffnet und führt seitdem in jedem Sommer mehrere Stücke des berühmten Dramatikers auf. Sam Wanamaker selbst hat die Eröffnung nicht mehr erlebt, er starb 1993 an Krebs.
Zum ersten künstlerischen Leiter des Globe (von 1995 bis 2005) ernannte Wanamaker Mark Rylance, der ihm 1992 aufgefallen war, als er mit seiner damaligen Theatergruppe Phoebus Cart auf der Baustelle des noch nicht vorhandenen Theaters Shakespeares Der Sturm aufführte. Durch ihn und seine spektakulären Aufführungen wurde das Globe berühmt und machte unabhängig von Zuschüssen sogar Gewinn, obwohl es nur halbjährlich (von Mai bis Oktober) geöffnet ist.

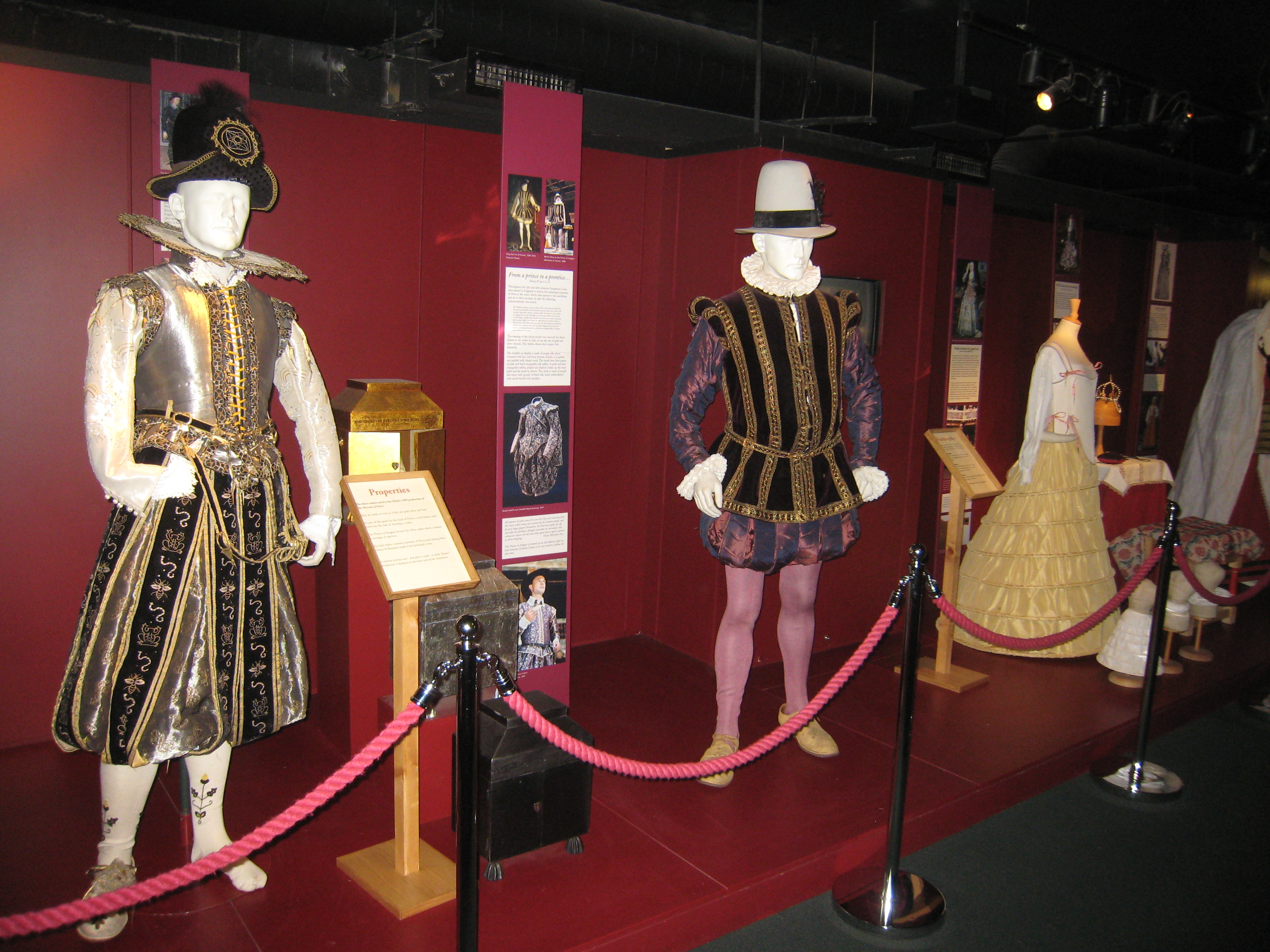
Exponate im hauseigenen Museum

Das neue Theater befindet sich allerdings nicht am Originalstandort, denn dort an der Southwark Bridge Road befinden sich die Anchor Terrace genannten Wohnhäuser aus dem 18. Jahrhundert, die unter Denkmalschutz stehen und nicht abgerissen werden durften. So baute man das rekonstruierte Globe etwa 230 Meter entfernt an der Promenade Queen’s Walk. Es ist das erste Haus seit dem großen Brand von London 1666, das mit Strohdach errichtet wurde, denn seit damals sind wegen der Brandgefahr solche Dächer in London verboten. Man wusste aber den modernen Sicherheitsvorschriften insofern Rechnung zu tragen, als das Dach heute mit Sprinkleranlagen und mit Blitzableiter ausgerüstet ist. Ein weiteres Zugeständnis an modernes Sicherheitsdenken besteht darin, dass statt der ursprünglich 3000 heute nur 1500 Zuschauer in das Theater dürfen. Damit ist nicht nur gewährleistet, dass sie bequemer stehen und sitzen können, sondern auch im Notfall in kürzester Zeit das Haus verlassen können.
Wie beim Original handelt es sich beim Globe um ein Freilufttheater, auch heute harren die Zuschauer des Innenhofs unter freiem Himmel aus. Es steht aber nicht mehr isoliert, sondern ist mit einem Besucherzentrum verbunden, in dem eine Ausstellung zu Bedeutung und Geschichte des Globe zu sehen ist und wo es auch Tagungs- und Lehrräume gibt, die vor allem im Winter nach Ende der Theatersaison genutzt werden.
2019 wurde das Globe Theatre von rund 781.000 Personen besucht. 2024 betrug die Besucherzahl etwa 728.000 Personen.

## Weitere Nachbauten
Einer der ersten Versuche, ein elisabethanisches Theater nachzubauen, war Edward Lutgers’ Nachbau des Globe für die Ausstellung „Shakespeare’s England“ in Earl’s Court, London, im Jahr 1912. Das Gebäude war im Maßstab 1:2 erbaut und daher nicht groß genug für Aufführungen.
Mehr oder weniger genaue Kopien des Globe Theatre, deren Genauigkeit vom theaterwissenschaftlichen Kenntnisstand der jeweiligen Zeit sowie von der jeweils beabsichtigten Nutzung abhing, wurden im 20. Jahrhundert immer wieder erbaut. Beispielsweise entstand 1936 für die „Texas Centennial Exposition“ in Dallas, Texas, ein „Old Globe Theatre“, das allerdings nur wenig mit dem originalen Globe gemeinsam hatte.
Ein in der Theatertradition stehender modifizierter Nachbau in Gestalt einer mehrgeschossigen Konstruktion aus Holz und Stahl, der zur nordrhein-westfälischen Landesgartenschau 1988 in Rheda-Wiedenbrück realisiert wurde, steht seit 1991 in Neuss und bietet mehr als 500 Zuschauern Platz. Hier wird jeden Sommer ein Shakespeare-Festival veranstaltet, bei dem international und national renommierte Truppen auftreten und das Shakespeare-Erbe in immer wieder neuer Form präsentieren.

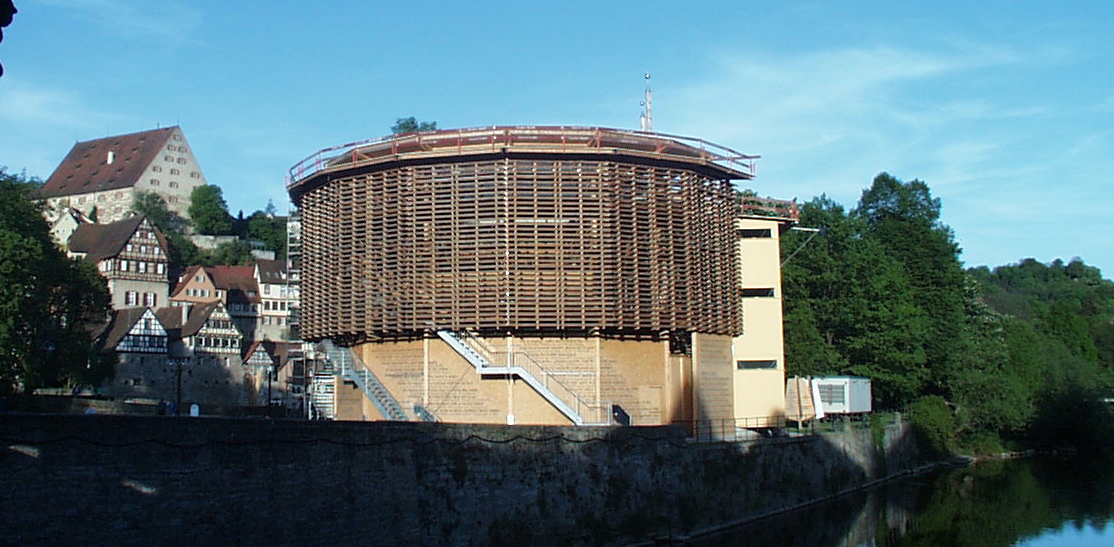
Globe-Theater in Schwäbisch Hall

Weitere Nachbauten in Deutschland befinden sich in Schwäbisch Hall (das Haller Globe-Theater der Freilichtspiele Schwäbisch Hall, erbaut 2000, existierte bis 2016 und wurde 2019 durch einen kostenaufwendigen massiven Neubau ersetzt) und im Europa-Park in Rust (2000). Im Filmpark Babelsberg wurde anlässlich der Dreharbeiten zum Film Anonymous ein Nachbau angefertigt. Nach den Dreharbeiten sollte dieser abgebaut und in Burghausen – passend zur kommenden Landesausstellung – wieder aufgestellt werden. Jedoch wäre nach einem Abbau nur noch etwa ein Drittel des Gebäudes wiederverwendbar gewesen, wodurch sich das Vorhaben zerschlagen hat. Einzelne Elemente des Nachbaus integrierte die Shakespeare Company Berlin in ihre Freilichtbühne im Landschaftsschutzgebiet Natur-Park Südgelände in Berlin-Schöneberg.
Passend zu 450 Jahre William Shakespeare eröffnete in Wien das Globe Wien in der St. Marx Halle, nach Plänen von Michael Niavarani und Georg Hoanzl errichtet. Dergleichen geschah am Schloss Hardelot, wo ein von Andrew Todd geplantes elisabethanisches Theater gebaut wurde. In Coburg wurde das Globe Coburg gebaut, das im Oktober 2023 als Ersatzspielstätte des Coburger Landestheaters in Betrieb genommen worden ist.

## Andere Theater mit dem gleichen Namen
Das 1906 eröffnete Hicks Theatre im Londoner West End wurde von 1909 bis 1995 unter dem Namen Globe Theatre betrieben. Es hat jedoch außer dem Namen nichts mit dem elisabethanischen Globe Theatre gemeinsam und wurde 1995 in Gielgud Theatre umbenannt.